# سی‌آی‌اکس
سی‌آی‌اکس (انگلیسی: CIX; کره‌ای: 씨아이엑스; لاتین‌نویسی اصلاح‌شده: Ssiaiekseu؛ به صورت C-I-X تلفظ می‌شود) گروه پسرانه اهل کره جنوبی تشکیل شده توسط سی۹ انترتینمنت است. این گروه چهار عضو دارد: بی‌اکس، سونگ‌هون، یونگ‌هی و هیون‌سوک. در ابتدا شامل پنج عضو بود و به جین یونگ در اوت ۲۰۲۴ گروه را ترک کرد. سی‌آی‌اکس در ۲۳ ژوئیه ۲۰۱۹ با انتشار نخستین آلبوم چندآهنگهٔ خود به نام Hello Chapter 1: Hello, Stranger فعالیتش را آغاز کرد.

## اعضا
برگرفته از پروفایل اعضا در ناور و وبگاه رسمی.
- بی‌اکس (비엑스) – لیدر
- سونگ‌هون (승훈)
- یونگ‌هی (용희)
- هیونگ‌سوک (현석)

### اعضای پیشین
- جین‌یونگ (배진영)